# Петзвезден романс
„Петзвезден романс“ (на английски: Maid in Manhattan) е американски филм (Романтична комедия)от 2002 година режисиран от Уейн Уонг. Главните роли играят Дженифър Лопес, Ралф Файнс и Наташа Ричардсън.
Бюджета на филма е 55 млн. долара.

## Премиера
Премиерата на филма е на 13 декември 2002 г. Филма печели $ 18 711 407 само на вътрешния пазар, $ 60 895 468 международен мащаб, общо $ 94 011 225.

## Производство
Филмът е заснет в хотел Рузвелт, Ню Йорк.